# (200310) 2000 DR92
(200310) 2000 DR92 es un asteroide perteneciente al cinturón de asteroides descubierto el 28 de febrero de 2000 por el equipo del Spacewatch desde el Observatorio Nacional de Kitt Peak, Arizona, Estados Unidos.

## Designación y nombre
Designado provisionalmente como 2000 DR92.

## Características orbitales
2000 DR92 está situado a una distancia media del Sol de 3,141 ua, pudiendo alejarse hasta 3,371 ua y acercarse hasta 2,911 ua. Su excentricidad es 0,073 y la inclinación orbital 10,04 grados. Emplea 2034,04 días en completar una órbita alrededor del Sol.

## Características físicas
La magnitud absoluta de 2000 DR92 es 15,3. 